# Aissa Koli
Aissa Koli även kallad Aisa Kili Ngirmaramma var regerande drottning av Kanem-Bornu mellan 1563 och 1570.
Aissa Koli var dotter till kung Ali Gaji Zanani. Hennes far efterträddes av sin släkting kung Dunama, som avled efter endast ett års regeringstid. Enligt vissa teorier var Aissa Koli dotter till kung Dunama. Kung Dunama gav order om att alla söner till kung Ali Gaji Zanani skulle dödas för att undanröja dem politiskt. En av dem, prins Idris, gömdes av sin mor genom att sändas i exil till Butala. När kung Dunama avled efterträddes han, av Aissa Koli i frånvaro av en manlig tronföljare. Hon ska inte ha varit medveten om att hennes halvbror Idris var vid liv.
I Kanem-Bornu regerade en monark inte till sin död under en bestämd mandatperiod på sju år. Aissa Koli fullföljde sin mandatperiod på sju år och regerade från 1563 till 1570. När hennes mandatperiod gick ut 1570, informerades hon om att hennes halvbror var vid liv; han var då tolv år gammal. Hon förde honom då till huvudstaden och lät utropa honom till sin efterträdare. Eftersom han var tolv år gammal och därmed omyndig, fungerade hon som hans "rådgivare" och i praktiken som hans regent under de första åren av hans regeringstid.
En alternativ kronologi har uppgetts för hennes regeringstid: 1497–1504, men eftersom Idris Aloma efterträdde henne och han regerade 1571–1603, är tiden 1563–1570 mer trolig. Samtida skriven dokumentation om hennes regeringstid saknas, eftersom de arabisk-muslimska krönikörerna inte nämner henne. Det är dock känt att arabiska författare undviker att nämna kvinnliga regenter; hennes efterträdare Idris Aloma införde en muslimsk byråkrati över den hedniska befolkningen, och muslimsk dokumentation undvek att nämna henne på grund av hennes kön. Hennes regeringstid beskrivs dock jämsides med hennes manliga kollegers i icke-muslimsk muntlig historieberättande.